# Ninox boobook
Cú diều phương Bắc (danh pháp khoa học: Ninox boobook) là một loài cú bản địa lục địa Australia, phía nam New Guinea, đảo Timor và quần đảo Sunda. Được mô tả bởi John Latham vào năm 1801, loài này thường được coi là cùng loài giống với cú diều phương Nam của New Zealand cho đến năm 1999. Tên của nó có nguồn gốc từ tiếng kêu boo-book (bu-búc). Mười một phân loài của cú diều phương Nam được công nhận, mặc dù bằng chứng cho thấy bốn loài có các cuộc gọi và di truyền đủ đặc biệt để đảm bảo tình trạng loài riêng biệt.